# 빔라오 람지 암베드카르
빔라오 람지 암베드카르(마라티어: भिमराव रामजी आंबेडकर, 영어: Bhimrao Ramji Ambedkar), 1891년 4월 14일 ~ 1956년 12월 6일)는 인도의 독립운동가 겸 정치인, 교육자, 인권 운동가이다. 그는 인도 건국 헌법 제정을 주관했으며, 불가촉천민 출신으로 인도 참여인권운동의 선구자, 인도불교의 부흥자, 정치인, 대학교수, 영국 변호사다. 인도의 불가촉천민(달리트)들의 권익을 위해서 불가촉천민 식수권 운동, 불가촉천민 분리선거 운동, 집단 불교 개종운동을 이끌었다. 그는 인도 독립보다 신분제도 폐지와 인권을 우선시켜야 한다고 주장하여, 카스트제를 유지하고 분리선거를 인정하지 않은 국민회의의 마하트마 간디와 많은 충돌을 빚었다. 지금도 인도 곳곳에는 그의 동상이 세워져 있다.
1912년 뭄바이대학교 엘핀스톤대학을 졸업하고 영국 육군에 자원 입대, 1913년 2월 영국군 육군 소위로 입대하였으나 아버지의 죽음으로 예편되었다. 이후 불가촉천민 출신으로 미국에 유학, 컬럼비아 대학교에서 경제학학사와 석사, 박사 학위를 받았다. 1922년에는 영국으로 건너가 런던정경대학교 대학원 박사과정을 밟았고 동시에 그레이법학원을 수료하여 변호사 자격을 취득했다. 영국의 영국-인도 대표단 회의에 불가촉천민 대표단의 한 사람으로 참여하여 신분제도 철폐를 주장하였고, 총독부의 노동부장을 역임했다. 1947년 8월 인도 독립 후 네루 내각의 초대 법무장관, 인도 상원 의원, 건국헌법기초위원회의 위원장을 역임했다. 법무장관으로 재직 중 다수의 평민, 불가촉천민 교육시설을 개설하였다. 1947년 이후 불교 부흥 운동을 전개하였는데, 인도에서는 신분차별을 금지하는 그의 불교를, 전통 불교와 구별하여 신불교라 부르기도 한다. 1956년 10월 14일 인도 나그푸르에서 수십만 명의 평민, 불가촉천민들과 함께 힌두교를 버리고 불교로 개종하였다. 불가촉천민 출신으로서는 미국과 영국에서 박사 학위를 받은 최초의 인물이기도 하다.

## 생애

### 초기 활동

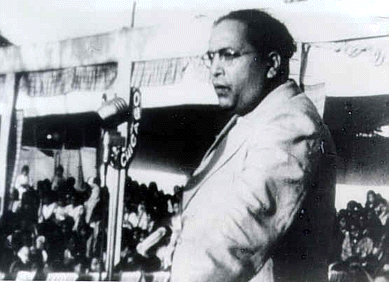
1935년 10월 13일에 연설 중인 빔라오 람지 암베드카르

암베드카르는 1891년 인도의 마디아프라데시 주 모우의 암바바데 마을에서 하급 장교 람지 사크팔의 열 네번째 아들로 태어났다. 그는 인도 카스트 제도상 최하층 계급인 달리트(불가촉 천민) 출신으로, 그의 할아버지는 인도의 군인이었고, 아버지 람지 사크팔은 군대에 입대하여 육군 소령으로 예편했다. 학구열이 높았던 아버지 람지 사크팔은 군부대에서 영어를 익혔고, 독학으로 공부하여 고등학교 졸업 자격과 교사 자격증을 취득하였다. 이후 군관학교의 교장을 역임하고 소령으로 전역하기도 했다. 어머니 비마 바이의 아버지 역시 육군 장교였다. 그러나 그의 가계는 불가촉 천민이었고 따돌림을 당했다. 그러나 세포이로 영국 군대에 있었던 부모님 덕분에 경제적으로 어렵지 않은 생활을 했다.
1896년 아버지 람지 사크팔의 대대장 부임지로 가족을 따라 마하라시트라 주 콘칸의 다폴리 마을로 이주하였고 이곳의 초등학교로 전학했다. 봄베이(엘핀스톤) 대학을 졸업, 미국 컬럼비아 대학교에서 경제학 석사와 박사 학위 취득, 영국 런던정경대학에서 경제학 석사와 박사 학위 취득, 그레이 법학원에서 변호사자격을 취득하였다. 1906년에 힌두 전통 관습대로 당시 9세였던 소녀 라마바이(Ramabai)와 결혼하고 1908년에 그의 집으로 데려왔다. 첫 부인 라마바이는 29년만인 1935년에 사별하고, 1948년 사비타(Savita)와 재혼하였다. 사비타는 후일 남편 암베드카르의 성을 따서 자신을 사비타 암베드카르라 하였다.

### 소년기
1896년 이후 다폴리의 초등학교와 인도 국립고등학교를 다녔으나 불가촉천민의 신분이었으므로 온갖 멸시와 폭력, 인간적 수모를 겪었다 한다. 또, 그는 학창시절 내내 다른 불가촉천민들과 마찬가지로 수업시간에 책상과 의자가 주어지지 않아, 수업시간에도 교실 바닥에 돗자리나 지푸라기 거적을 깔고 앉아 수업을 들었다. 또한 그의 담임교사들을 비롯한 교사들은 불가촉천민 학생들에게 부정을 탄다고 다가오지도 않았고, 암베드카르 역시 마찬가지의 대우를 받았다. 또한 초등학교와 고등학교 재학 중 그에게는 산스크리트어 수업은 아예 수강이 금지되는 불이익도 받았다. 그의 형제들 중 암베드카르만이 유일하게 고등학교를 졸업하게 된다. 1904년 아버지의 대대장 임기가 만료되어 전출되자 암베드카르는 가족들을 따라 인도 뭄바이로 이주하여 뭄바이 대학교 엘핀스톤 대학으로 진학했다. 뭄바이 대학교 엘핀스톤 대학에서도 불가촉천민이라는 그의 신분에 대한 차별과 멸시와 폭력은 계속되었고 그의 고민과 인격적인 모욕감은 극심했다. 암베드카르는 신분의 차별을 극복하고자 더욱 학업에 매진하였으며 우수한 성적을 유지하였고, 대학원 진학 시험에 합격하였다. 그러나 그의 담임 교사는 그를 좋은 대학으로 추천장 써주기를 주저하였다.

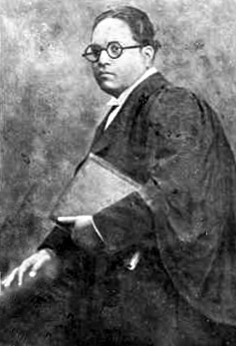
1922년 영국 런던정경대학교 유학 시절

1912년 뭄바이대학교 엘핀스톤대학을 졸업하고 영국 육군에 자원 입대, 1913년 2월 영국군 육군 소위로 입대하여 바라트 라트 상을 수상하였으나 얼마 뒤 아버지의 사망으로 예편, 되돌아오게 되었다. 그는 노동과 아르바이트로 대학교 진학과 유학을 준비하였고, 노동 도중 만났던 사회사업가 켈루스카는 그의 유학을 주선하였다.

### 유학 생활
암베드카르는 켈루스카의 도움으로 바로다 주지사 장학금을 받고 미국으로 유학, 컬럼비아 대학교에 입학하였다. 곧 컬럼비아대학교 대학원 경제학과로 진학 1915년 경제학 석사를 받고, 박사과정에 올라 1917년 6월 경제학박사 학위를 받았다. 또한 변호사 응시 정보도 얻고 변호사 자격 취득을 목적으로 영국 변호사 협회에도 가입하였다. 장학금 지원이 만료되면서, 귀국 후 10년간 주청에서 근무한다는 바로다 주립 장학금 혜택에 따른 조건대로 인도로 귀국, 주청의 공무원으로 10년간 봉직하게 된다. 그러나 박사학위에도 불구하고 그는 불가촉천민 출신이라는 이유로 주청을 찾아오는 주민들에게 멸시, 무시를 당했다.

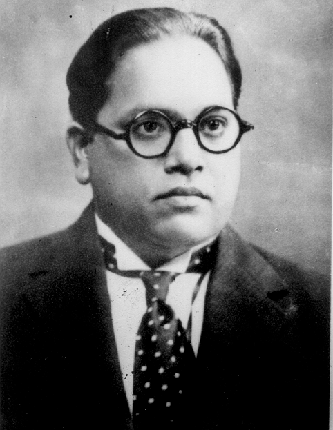
1923년 박사과정 수료 직후

얼마 뒤 그는 주청 공무원직을 사퇴하고 뭄바이로 돌아가 석사, 박사학위 논문을 인도 힌두어로 출간하였고 뭄바이 시드넘 대학의 법학, 경제학 교수로 임용되었다. 1920년 초부터는 신분제도 철폐운동에도 가담, 불가촉천민의 권리 구제 및 소송지원, 불가촉천민의 권익 단체를 조직하고 칼럼 기고활동과 함께 기관지의 발행 등을 하였다. 그러나 대학교수가 된 뒤에도 귀족, 중인층 학생들에게 멸시와 무시를 당했다. 또한 대학 내에서도 동료 교수들 사이에서 신분차별을 당했다. 얼마 뒤 시드넘 대학의 교수직을 자퇴하고 영국으로 건너가 그레이법학원에 입학하였다.
1922년 10월 영국 그레이법학원을 수료하고 영국 변호사 자격을 취득하였다. 법학원 재학과 동시에 영국의 런던정경대학교 대학원 박사과정에도 입학, 논문 "인도 화폐 루피의 문제점"이라는 논문으로 런던정경대학교 경제학박사학위를 받았다. 영국 체류 중 그는 또다른 자신의 논문 "영국령 인도에서 지방 재무의 발전과정"을 책을 출간되었다. 1923년 1월 독일 본 대학교 대학원 경제학과의 객원 연구원으로 초빙되었다가, 1923년 4월 인도로 되돌아왔다.

### 불가촉천민 인권 운동

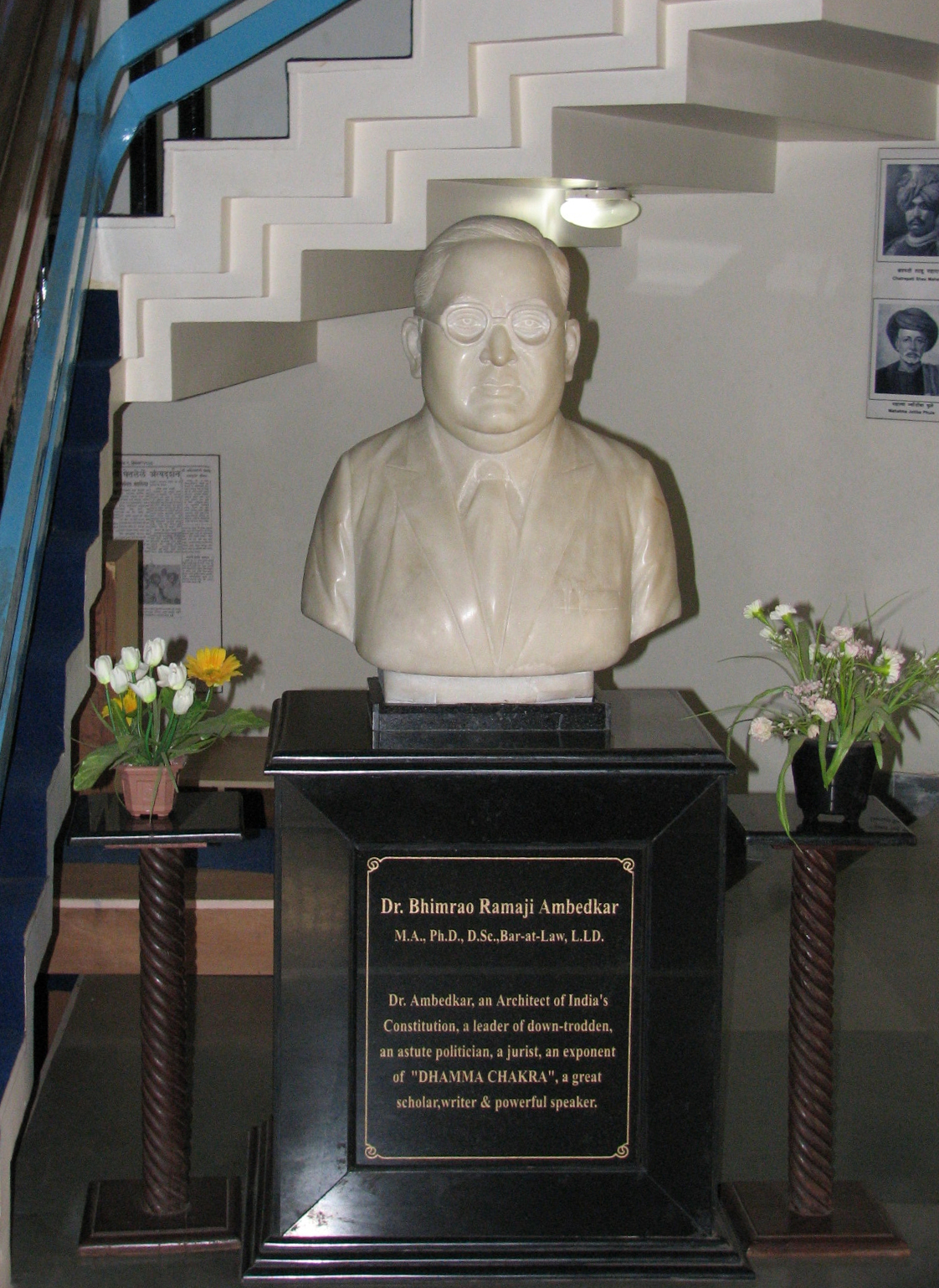
푸네 암베드카르 박물관에 세워진 그의 흉상

귀국 후 1923년 4월 다시 영국령 인도총독부의 공무원에 임용되었으나 구 귀족층, 브라만층들의 멸시와 천대를 받고 사퇴, 하층민의 무료 변론을 시작으로 변호사와 하층민들의 인권 운동에 참여하였다. 1924년 피억압계급복지회를 창립하였으며, 1926년에는 신분제도를 비판하지 않고 오히려 신분제도를 옹호하는 인도의 지식인들을 비판하여 명예훼손 소송을 당하기도 했다. 1927년에 힌두교의 카스트 제도를 비판하기 위해 인도 전통 마누법전을 불태우는 운동을 하였다. 27년 그는 마하라시트라 주 콜라바 군의 마하드에서 불가촉천민들에게도 공공용 식수시설의 이용을 찬성하는 법안을 발의하여 군 의회에 통과시켰다. 하지만 귀족, 브라만계열의 결사 반대로 천민층이 식수를 마실 수 없게되자, 이 소식을 접한 암베드카르는 약 1만명의 불가촉천민을 이끌고 거리 시위 행진을 하였다. 이때 신분제도를 명시한 힌두 마누법전을 불태웠다.
그는 또 영국 원탁회의에 인도 불가촉천민 대표로 참석하여, 불가촉천민의 분리선거와 권익증진을 요구하였으나, 마하트마 간디의 반대 단식 투쟁으로 인하여 좌절되었다. 1930년부터 1932년 영국, 인도원탁회의에 인도 식민지의 불가촉천민계층 대표로 참석하였다. 이때 그는 총독부와 영국 정부를 향해 불가촉천민의 힌두 사원 강제 노역 금지를 건의하고, 여성의 참정권 허용, 여성 교육 허용, 불가촉천민에게도 학교 진학 기회를 줄 것을 요구하였으며 이후 불가촉천민의 힌두사원 강제 노역 금지운동, 여성 교육 운동, 천민과 여성의 참정권 허용 운동을 전개하였다. 이때 불가촉천민의 참정권 획득, 여성에게 교육 및 참정권 허용, 불가촉천민 분리선거구 설치와 인도 의회의 불가촉천민 출신 대표자 파견을 주장하면서 마하트마 간디의 국민회의파와 갈등하였다. 그는 신분제 철폐를 반대하는 국민의회파의 민족운동을 비판, 대립하고 탈퇴까지 고려하였으나 결국은 한발 양보하였다. 이때 암베드카르는 불가촉천민에게 선거구와 의회진출, 투표권 부여를 반대하던 간디를 설득하여 반 불가촉천민 대회에 동참하게 하고, 나중에는 암베드가르의 주장을 간디가 일부 수용하게 되었다.

### 정치 활동
1935년 뭄바이 법과 대학의 학장으로 초빙되어 2년간 재직하였다. 뭄바이 법과대학 학장으로 재직하면서 1936년 암베드카르는 뭄바이에서 독립노동당을 결성하였다. 처음 독립노동당은 군소 정당으로 출발하였으나 불가촉천민 및 평민들의 지지를 얻어 영국령 인도의회로 진출하면서 3석, 11석, 4석을 얻었지만, 그는 이들을 통해 의회 내에 신분제 철폐 운동을 주도하였고, 총독부의 노동부장으로 취임하였다. 그 해, 첫 부인 라마바이가 오랜 병석 끝에 사망했다. 첫 부인 라마바이는 힌두 성지 순례가 소원이었으나 그 소원을 이루지 못했다. 한편 암베드카르는 죽은 아내 라마바이를 불가촉천민 등록대장에서 삭제해줄 것을 힌두교 측에 요청했지만 거절당했다.
그 후 욜라선언을 통해 "나는 내가 원치 않게도 힌두교인으로 태어났지만, 죽을 때는 힌두교도로 죽지않겠다."고 선언하며 불교개종을 이끌었다. 56년 불교개종식에서는 단 이틀 만에 50만 명의 불교신자로 개종을 하는 성과를 이뤄내었다. 그는 이후 달리트 인권해방과 여성의 재산상속권 주장, 이혼의 권리 주장, 가정폭력 반대 등의 권익증진에도 힘쓰며 하층민들의 교육을 위해 생전에 5개의 대학을 설립하고, 헌법개정을 통한 대학 입학 할당량 보장을 이끌어내었다. 1946년의 인도 의회 선거에서는 성적이 부진하였지만 그는 하층민을 상징하는 정치인으로 성장했다. 그는 인도와 아시아의 권위주의적인 전통에 대해 인간의 권리를 존중하지 않는다며 비판하였고, 이를 칼럼과 자신의 저서, 기고문 등을 통해 드러냈다.
1942년 인도의 영국총독부의 노동부장으로 취임, 인도 독립시까지 재직하였다.

### 인도 독립 이후
영국 식민지 인도에서 영국 총독부 노동부장관을 시작으로, 1947년에 독립인도의 법무장관으로 추천, 그해 8월 15일 초대 네루 내각의 법무장관으로 임명되어, 인도 건국헌법 초안적성위원회 의장, 인도 헌법기초위원장이 되었다. 인도 상원의원으로도 선출되어 평생 민중들 옆에서 그들의 인권을 위해 헌신했다. 서재에서 죽는 그 순간에도 <붓다와 그의 법(法)>이라는 불교서적의 원고교정에 힘썼다. 8월 29일부터는 새 법전의 초안 및 편찬에 참여하였다.
그는 불면증, 당뇨병과 약불 복용 후유증으로 고생하였고 동시에 다리에 신경통과 인슐린 부작용 등을 겪으면서도 헌법 초안을 주도하였다. 법무부장관으로 재직 중 신분제도는 불평등한 악법이라며 신분제도를 명시한 힌두교 마누법전을 폐기하고, 신분제도의 철폐와 모든 인도인에게 시민권을 부여하는 힌두법전을 제안하였다. 그러나 귀족, 브라만층의 격렬한 반발에 부딛쳤고, 모한다스 간디 등도 강하게 반발하였다. 반대파의 압력에 의해 법안이 좌절되자 법무장관직을 사임하였다. 그는 불교에 관심을 갖고 부처의 자비와 평등 사상을 사회개혁의 새로운 대안, 이상으로 생각하여 불교 부흥 운동을 주도하였다. 1948년 4월 15일 뉴델리의 집에서 의사였던 사바카와 재혼하였다. 1950년 델리에서 대규모 불교 법회를 여는 것을 적극 지원하였다. 이어 신분차별을 금지하는 새로운 불교 운동을 시작했는데, 신분제도에 구애되지 않는 그의 새로운 불교 운동은 그 이름을 따서 '암베드카르 운동'이라고도 부른다.
1956년 초에는 스리랑카의 불교 지도자들을 방문하였다.

### 불교 개종

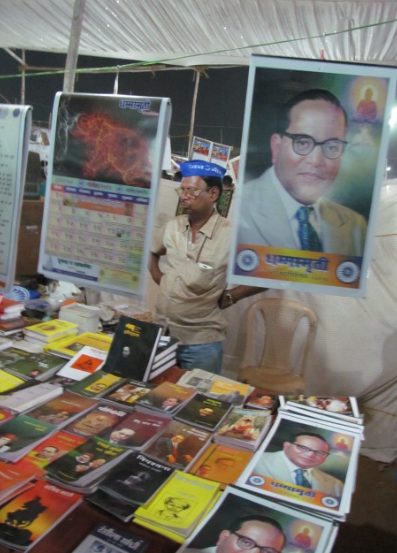
암베드카르를 추모하는 인도의 불교 서적, 달력

만년에 이르러 그는 당뇨병과 장기간 복용하던 약물의 부작용 등으로 고생하였다. 그는 불가촉천민 차별이나 신분제도의 근원은 힌두교에 있다고 보고, 1956년 10월 14일 인도 나그푸르에서 수십만 명의 평민, 불가촉천민들과 함께 힌두교를 버리고 불교로 개종하였다.
| “ | - 나는 브라흐마, 비슈누, 마하데바의 신을 인정하지 않고 예배하지 않는다. - 나는 라마신, 크리슈나의 신을 인정하지 않고 예배하지 않는다. - 나는 가우리, 가나파티, 그 외 힌두교의 여러 남신, 여신을 인정하지 않고 예배하지 않는다. - '신은 어떤 화신으로 나타난다'라는 힌두 전통을 믿지 않는다. - '붓다가 비슈누의 화신'이라는 것을 인정하지 않는다. 이 전승은 오류이다. - 나는 조상에 대한 제사를 행하지 않는다. - 나는 불교에 반하는 어떠한 말과 행위도 하지 않는다. - 나는 어떤 의식도 브라만의 손을 빌리지 않는다. - 나는 모든 인간, 전 인류는 평등하다는 주장을 인정한다. - 나는 차별을 거부하고, 평등 사회를 이룩하기 위하여 노력한다. - 나는 8정도를 준수한다. - 나는 10파라미타를 준수한다. - 나는 일체 중생에 대한 연민의 마음으로 불살생을 준수한다. - 나는 도둑질을 하지 않는다. - 나는 헛된 말을 하지 않는다. - 나는 음란한 행동을 범하지 않는다. - 나는 술을 마시지 않는다. - 나는 불교의 지혜, 지계, 삼매에 따라 생활하고자 노력한다. - 나는 인간을 불평등하게 취급하는 힌두교를 버리고 불교를 받아들인다. - 불교는 참된 종교라는 것이 나의 신념이다. - 어제까지의 나를 버리고 나는 이제 다시 태어났음을 인정한다. - 나는 부처의 가르침을 따르고 지키고, 행동한다는 것을 신성하게 맹세한다. | ” |
|   | — 암베드카르 22선언 |   |

10월 14일 광장에서 직접 지은 22가지 서약을 외치고 그는 "나와 함께 불교로 귀의할 사람은 일어서시오"라고 말하자 그 곳에 모인 평민, 불가촉천민 사람들이 모두 일어나서 암베드카르의 서약을 반복하고 개종했다. 이후 하층민 사이에서 힌두교와 기존의 전통 종교, 토속신앙을 거부하고 불교로 개종하는 이들이 나타났고, 5백만 명 가까이 불자가 증가하여 이를 불교 부흥이라 부르기도 했다. 개종식을 마친 암베드카르는 행사를 종료하고, 10월말과 11월 네팔 카트만두 주에서 개최되는 세계불교도연맹의 개회식에 인도 불자 대표의 한사람으로 참석하고 즉석에서 연사로 지명되어 연설하였다. 세계불교도연맹 폐막 후 불교 유적지를 순례한 후 12월 뭄바이로 돌아왔다. 12월 6일 수면 중 갑자기 사망하였다.

### 사후

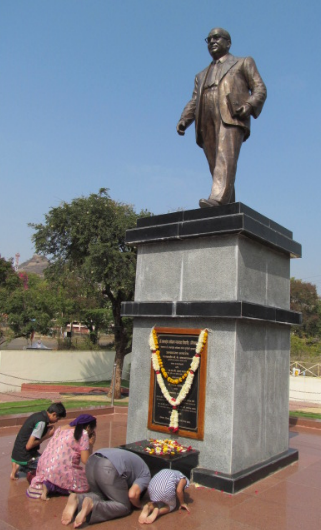
암베드카르 동상

12월 7일 파티이 해변에서 거행된 불교식 화장식에는 50만~70만 명의 추모객이 찾아왔다. 평민과 불가촉천민 등 하층민 인도인들은 '바바사헤브(아버지와 같은 스승)'이라고 부르며 존경하고 있다. 그의 헌신적인 참여인권운동의 결과로 많은 불가촉천민 달리트들이 훗날 인도의 대통령, 하원의장, 대학총장, 정당 대표로 활동하고 있다. 생전에 인도 헌법개정을 통한 인권향상에 힘써서 모교 컬럼비아 대학에서는 그에게 명예법학박사학위를 수여하였다.
그의 재혼한 두번째 아내는 2003년까지 살아있었다고 한다.

## 연보
- 1913년 2월 영국군 육군 소위
- 1917년 - 1920년 바로다 주 관료
- 1922년 10월 영국 그레이법학원 수료, 수료와 동시에 영국 변호사 자격 취득
- 1923년 4월 - 1924년 영국령 인도총독부의 공무원
- 1936년 독립노동당 창당
- 1937년 - 1947년 영국령 인도의회 의원
- 1942년 - 1946년 영국령 인도총독부 노동부장
- 1947년 - 1951년 인도 의회 상원의원
- 1947년 8월 15일 - 1951년 9월 15일 인도 법무부장관
- 1947년 8월 29일 - 1950년 1월 24일 인도 건국헌법기초위원회 위원장

## 저서
1. 인도로 간 붓다 (이상근 譯, 청미래 출판)
2. 붓다와 다르마 (박희준 譯, 민족사 출판)
3. 암베드까르의 유산 (조현길)

## 같이 보기
- 카스트 제도
- 인도 독립
- 자와할랄 네루
- 마하트마 간디
- 신분제도